# Concours Eurovision des jeunes musiciens 2018
 (février 2022).
- Pays ayant sélectionné leur artiste et/ou leur chanson
- Pays ayant participé dans le passé, mais pas en 2018
- Pays participants non qualifiés pour la finale

Cologne 2016 Zagreb 2020 (annulé)
Le Concours Eurovision des jeunes musiciens 2018 voit sa 19e édition en 2018. Il est accueilli pour la seconde fois par le Royaume-Uni à Édimbourg, après son édition inaugurale en 1982 à Manchester. La finale se déroule au Usher Hall le 23 août 2018, avec la BBC Scottish Symphony Orchestra et le directeur d'orchestre Thomas Dausgaard. 
À l'issue des demi-finales, six pays se sont qualifiés : l'Allemagne, la Hongrie, la République tchèque, la Russie, la Slovénie et la Norvège.
Lors de la finale, la Russie remporte son premier titre avec un concerto pour piano joué par Ivan Bessonov et composé par l'auteur russe du XIXe siècle Piotr Ilitch Tchaïkovski. Le violoniste slovène Nikola Pajanović termine quant à lui à la deuxième place avec un concerto pour violon également composé par le russe Piotr Ilitch Tchaïkovski.

## Préparation du concours

### Phase d'appel d'offres
Bien que le lieu de la compétition soit encore inconnu, selon une déclaration faite par Vladislav Yakovlev, l'ancien superviseur exécutif de l'événement, Budapest pourrait accueillir le concours 2018 après appel d'offres pour la 2016 édition. Le 27 octobre 2016, l'UER a lancé un appel à soumettre des candidatures pour la compétition.

### Annonce de la ville hôte
Début octobre 2017, le radiodiffuseur norvégien NRK a confirmé dans un article en ligne sur sa sélection nationale Virtuos que le Royaume-Uni serait l'hôte de cette édition du concours en août 2018. L'UER confirmera les détails du concours à la fin de janvier 2018.

### Localisation

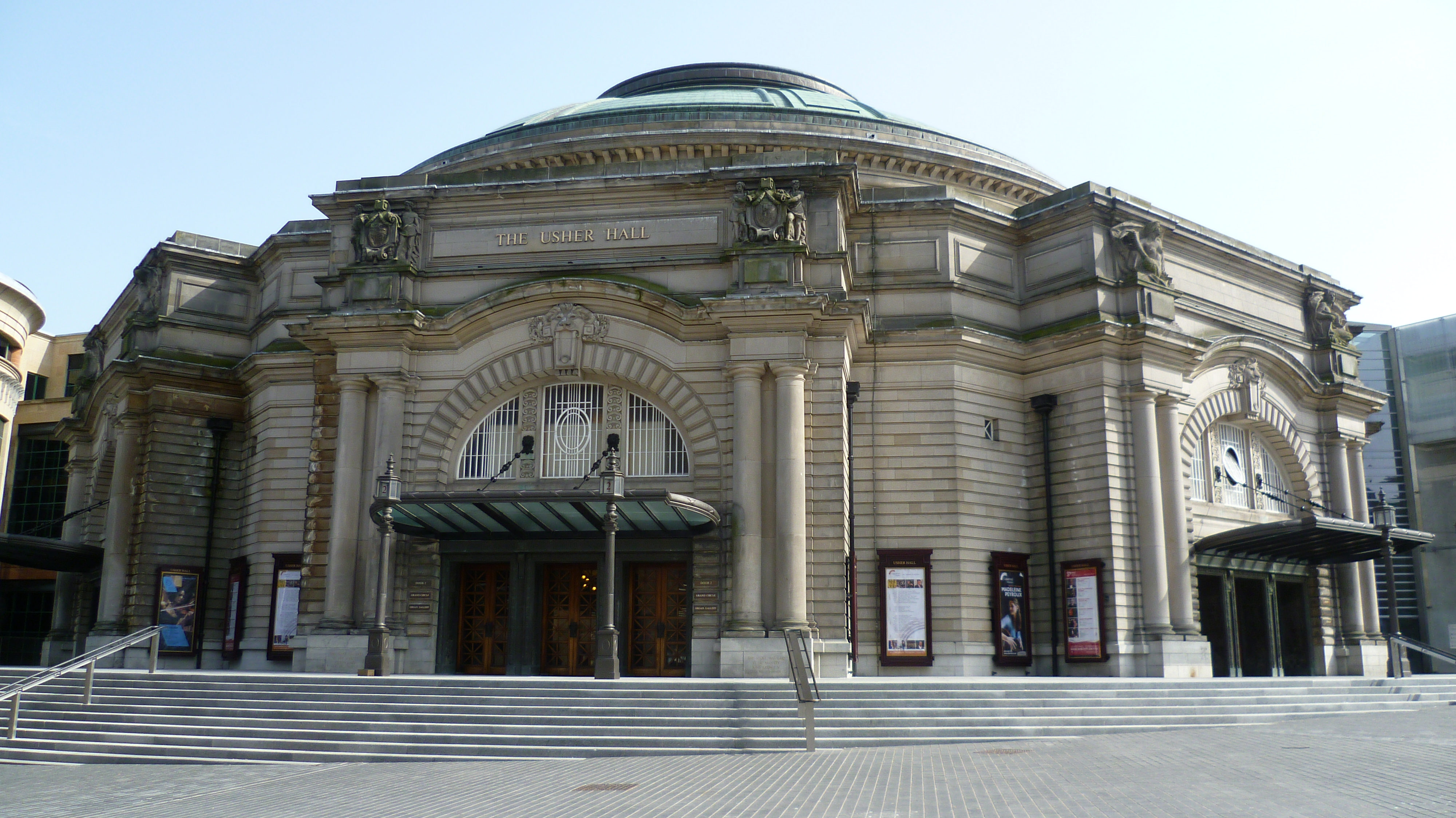
Usher Hall.

Usher Hall, le lieu de la finale, est une salle de concert située sur Lothian Road, à l'extrémité ouest d'Édimbourg, en Écosse. Il a accueilli des concerts et des événements depuis sa construction en 1914 et peut contenir environ 2 900 personnes dans son auditorium récemment restauré, qui est très apprécié par les artistes en raison de son acoustique. Le Hall est flanqué du Royal Lyceum Theatre sur la droite et du Traverse Theatre sur la gauche. 
Historic Scotland a enregistré la salle avec le statut de bâtiment classé de catégorie A. La salle a précédemment accueilli le Concours Eurovision de la chanson 1972 après la victoire de Monaco en 1971 et qui n'a pas été en mesure de fournir une infrastructure appropriée. Par ailleurs, le dernier accueil du Royaume-Uni pour un évènement du réseau Eurovision est le Concours Eurovision de la danse 2008 à Glasgow.

### Format
Après une absence en 2016, les demi-finales sont de retour dans le concours. Produites par BBC Radio 3, elles sont composées de musiques de chambre qui se déroulent au studio du Théâtre du festival d'Édimbourg les 18 et 19 août 2019. Six pays seront alors sélectionnés pour la finale qui se déroule le 23 août au Usher Hall.

## Concours

### Pays participants
La liste officielle des participants au concours est annoncée le 2 février 2018 avec 18 pays confirmés, ce qui est le plus grand nombre de compétiteurs depuis l'édition de 2006. 
Parmi eux, l'Albanie fait sa première apparition tandis que sept pays font leurs retours: Israël dont la dernière participation remonte à 1986, l'Espagne en 2000, l'Estonie en 2004, la Belgique en 2006, la Russie et le Royaume-Uni tous deux en 2010 tandis que la Grèce était présente en 2014. 
L'absence notable de l'Autriche qui n'avait jamais manqué une édition depuis sa création en 1982 est par ailleurs observée, sans qu'une raison particulière soit invoquée par le télédiffuseur autrichien OR.

### Demi-finales
Les demi-finales d'une durée de six heures chacune sont réparties sur deux journées, les 18 et 19 août. Dans chaque demi-finale, trois musiciens se sont produits en solo ou avec un accompagnement de piano, pour un total de 18 minutes chacun. Sur les dix-huit pays participants, six se qualifient pour la grande finale.
| Pays          | Artiste                 | Instrument        | Pièce(s) | Place         |
| ------------- | ----------------------- | ----------------- | --- | ------------- |
| Albanie       | Klaudio Zoto            | Violoncelle       | 1) Cello Sonata par Grieg 2) Hungarian Rhapsody par D. Popper | Non-qualifié  |
| Allemagne     | Mira Foron              | Violon            | 1) Cadenza for solo viola par K. Penderecki 2) Tzigane par Ravel | Qualifiée     |
| Belgique      | Alexandra Cooreman      | Violon            | 1) Presto from Sonata for piano and violin Op 23 par Beethoven 2) Valse-Scherzo par Tchaikovsky | Non-qualifiée |
| Croatie       | Jan Tominić             | Saxophone         | 1) Fantaisie sur un thème original par J. Demersseman 2) Cinq danses exotiques par Françaix 3) Aria par Bozza 4) Brasileira from Scaramouche par Milhaud                                                                               | Non-qualifié  |
| Espagne       | Sara Valencia           | Violon            | 1) Caprice Basque Op. 24 par P. Sarasate 2) Caprice No. 13 in B flat major par N. Paganini 3) 3rd mvt (Finale) of Violin Concerto No. 1 in G minor Op. 24 par M. Bruch                                                                 | Non-qualifié  |
| Estonie       | Tanel-Eiko Novikov      | Percussion        | 1) Niflheim par Marján Csaba Zoltán 2) Kuusi Op 75/5 par Sibelius 3) Verano porteño par Piazzolla | Non qualifié  |
| Grèce         | Thanos Tzanetakis       | Guitare           | 1) Fantasia in D minor par D. Kellner 2) 3rd Bagatelle from Five Bagatelles for guitar par W. Walton 3) 5th Bagatelle from Five Bagatelles for guitar par W. Walton 4) Variaciones sobre un tema de Fernando Sor, Op. 19 par M. Llobet | Non-qualifié  |
| Hongrie       | Máté Bencze             | Saxophone         | 1) Fantaisie sur un thème original par J. Demersseman 2) Allegro from Sonata in G minor BWV. 1020 par JS Bach 3) Pequeña Czarda par P. Iturralde                                                                                       | Qualifié      |
| Israël        | Tamir Naaman-Pery       | Violoncelle       | 1) Hungarian Rhapsody, Op. 68 par D. Popper 2) Preludio-Fantasia from Suite for Cello par G. Cassadó | Non-qualifié  |
| Malte         | Bernice Sammut Attard   | Piano             | 1) Toccata from Trois piècespar F. Poulenc 2) Prelude in C minor, Op. 23 No. 7 par S. Rachmaninov 3) Prelude in G sharp minor, Op. 32 No. 12 par S. Rachmaninov 4) Scherzo No. 2 in B flat minor, Op. 31 par F. Chopin                 | Non-qualifiée |
| Norvège       | Birgitta Elisa Oftestad | Violoncelle       | 1) 1st mvt from Cello Concerto No 1 par Chostakovitch 2) Adagio and Allegro par Schumann | Qualifiée     |
| Pologne T     | Marta Chlebicka         | Flûte traversière | 1) Hamburger Sonate in G major par CPE Bach 2) Rigoletto Fantasie, Op. 335 par W. Popp | Non-qualifiée |
| Tchéquie      | Indi Stivín             | Contrebasse       | 1) Bohemian Suite, 1st Movement: "Celts" par I. Stivin 2) Bohemian Suite, 2nd mvt: "Czech Country" par I. Stivin 3) Bohemian Suite, 3rd mvt: Tarantella Praga par I. Stivin                                                            | Qualifié      |
| Royaume-Uni H | Maxim Calver            | Violoncelle       | 1) Sacher Variation par W. Lutoslawski 2) Adagio Affettuoso from Cello Sonata in F, Op. 99 par J. Brahms 3) No. 5 Minuetto e Finale from Suite Italienne par I. Stravinsky                                                             | Non-qualifié  |
| Russie        | Ivan Bessonov           | Piano             | 1) Mazurka in B flat minor, Op 24 No 4 par F. Chopin 2) Fantaisie-Impromptu in C sharp minor, Op 66 par F. Chopin 3) Prelude in G minor, Op 23 No 5 par S. Rachmaninov 4) Barncleupédie par James MacMillan                            | Qualifié      |
| Saint-Marin   | Francesco Stefanelli    | Violoncelle       | 1) Violoncello Totale for cello solo par K. Penderecki 2) I mov, Cello Sonata in F major, Op. 99 par J. Brahms 3) Papillon, Op. 77 par G. Fauré 4) V mov, Sonata for cello and piano in C, Op. 65 par B. Britten                       | Non-qualifié  |
| Slovénie      | Nikola Pajanović        | Violon            | 1) Tambourin Chinois par F. Kreisler 2) Capriccio No. 7 par N. Paganini 3) Sonata for violin solo No. 3 in D minor par E. Ysaÿe | Qualifié      |
| Suède         | Johanna Ander Ljung     | Harpe             | 1) Improvisations for Harp, Op 10 par W. Mathias 2) Allemande from Suite No 5 in F par Loeillet 3) Féerie - Prelude et Dance par Tournier                                                                                              | Non-qualifiée |

### Finale
Chacun des six finalistes joue une ou plusieurs pièces d'une seule œuvre musicale, accompagnés par le BBC Scottish Symphony Orchestra, pour une durée maximale de 12 minutes. À l'issue du concours, le jury sélectionne le Russe Ivan Bessonov comme vainqueur qui reçoit un trophée gravé sur mesure, un prix en argent de 7000 euros et une occasion de performance avec l'orchestre écossais de la BBC lors de la saison prochaine. La deuxième place attribuée au Slovène Nikola Pajanović, se voit remettre un prix de 3000 euros.
| Ordre | Pays      | Artiste                 | Instrument  | Pièce(s)                                                         | Place |
| ----- | --------- | ----------------------- | ----------- | ---------------------------------------------------------------- | ----- |
| 01    | Norvège   | Birgitta Elisa Oftestad | Violoncelle | 4th mvt from Cello Concerto by E. Elgar                          |       |
| 02    | Slovénie  | Nikola Pajanović        | Violon      | 3rd mvt from Violin Concerto by P.I. Tchaïkovsky                 | 2     |
| 03    | Tchéquie  | Indi Stivín             | Contrebasse | 2nd and 3rd mvt from Bohemian Suite for Double Bass by I. Stivín | -     |
| 04    | Allemagne | Mira Foron              | Violon      | 3rd mvt from Violin Concerto by J. Sibelius                      | -     |
| 05    | Hongrie   | Máté Bencze             | Saxophone   | Concerto da Camera for Saxophone by J. Ibert                     | -     |
| 06    | Russie    | Ivan Bessonov           | Piano       | 3rd mvt from Piano Concerto No. 1 by P.I. Tchaïkovsky            | 1     |